# Ерік Нуньєз
Ерік Нуньєз (англ. Eric Nunez; нар. 9 квітня 1982) — колишній американський тенісист.
Найвищу одиночну позицію світового рейтингу — 199 місце досяг 13 листопада 2006, парну — 178 місце — 13 листопада 2006 року.
Здобув 4 парні титули.

## Фінали ATP Челленджер і ITF Ф'ючерс

### Одиночний розряд: 7 (4–3)
| Легенда              |
| -------------------- |
| ATP Челленджер (0–0) |
| ITF Ф'ючерс (4–3)    |

| Фінали за покриттям |
| ------------------- |
| Тверде (3–2)        |
| Ґрунт (1–1)         |
| Трава (0–0)         |
| Килим (0–0)         |

| Результат | В-П | Дата     | Турнір                     | Рівень  | Покриття | Суперник         | Рахунок            |
| --------- | --- | -------- | -------------------------- | ------- | -------- | ---------------- | ------------------ |
| Перемога  | 1-0 | Жов 2001 | США F23, Джексон           | Ф'ючерс | Тверде   | Матіас Бекер     | 6–4, 7–6(7–3)      |
| Перемога  | 2-0 | Вер 2004 | Еквадор F1, Гуаякіль       | Ф'ючерс | Ґрунт    | Карлос Авельян   | 6–3, 6–2           |
| Перемога  | 2-1 | Вер 2004 | Еквадор F3, Гуаякіль       | Ф'ючерс | Тверде   | Себастьян Декуд  | 3–6, 4–6           |
| Перемога  | 3-1 | Лют 2005 | США F4, Браунсвілл         | Ф'ючерс | Тверде   | Петр Кралерт     | 7–6(7–3), 3–6, 7–5 |
| Перемога  | 4-1 | Бер 2005 | США F5, Гарлінген          | Ф'ючерс | Тверде   | Раян Ньюпорт     | 6–3, 7–6(7–2)      |
| Перемога  | 4-2 | Січ 2006 | США F2, Кіссіммі           | Ф'ючерс | Тверде   | Сковілл Дженкінс | 6–7(2–7), 3–6      |
| Перемога  | 4-3 | Жов 2008 | Бразилія F24, São Leopoldo | Ф'ючерс | Ґрунт    | Кайо Замп'єрі    | 6–0, 6–7(7–9), 5–7 |

### Парний розряд: 17 (6–11)
| Легенда              |
| -------------------- |
| ATP Челленджер (4–8) |
| ITF Ф'ючерс (2–3)    |

| Фінали за покриттям |
| ------------------- |
| Тверде (5–6)        |
| Ґрунт (1–5)         |
| Трава (0–0)         |
| Килим (0–0)         |

| Результат | В-П  | Дата     | Турнір                            | Рівень     | Покриття | Партнер           | Суперники                            | Рахунок               |
| --------- | ---- | -------- | --------------------------------- | ---------- | -------- | ----------------- | ------------------------------------ | --------------------- |
| Поразка   | 0–1  | Лис 2000 | Кіто, Еквадор                     | Челленджер | Ґрунт    | Мартін Стрінгарі  | Іраклій Лабадзе Франсіску Коста      | 2–6, 6–7(4–7)         |
| Поразка   | 0–2  | Вер 2001 | Мексика F6, Гвадалахара (Мексика) | Ф'ючерс    | Ґрунт    | Вікрант Чадга     | Матіас Бекер Бо Годж                 | 2–6, 3–6              |
| Перемога  | 1–2  | Бер 2002 | Норт-Маямі-Біч, США               | Челленджер | Тверде   | Грейдон Олівер    | Ота Фукарек Джим Томас               | 3–6, 7–6(7–5), 7–5    |
| Перемога  | 2–2  | Лют 2004 | США F4, Браунсвілл                | Ф'ючерс    | Тверде   | Трес Дейвіс       | Кленсі Шилдс Люк Шилдс               | 6–3, 6–3              |
| Поразка   | 2–3  | Кві 2004 | Салінас, Еквадор                  | Челленджер | Тверде   | Хосе де Армас     | Федеріко Бровне Айсам-уль-Хак Куреші | 3–6, 3–6              |
| Поразка   | 2–4  | Сер 2004 | Манта, Еквадор                    | Челленджер | Тверде   | Джимі Шиманскі    | Маркуш Даніел Сантьяго Гонсалес      | 6–3, 2–6, 6–7(5–7)    |
| Поразка   | 2–5  | Лют 2005 | США F4, Браунсвілл                | Ф'ючерс    | Тверде   | Трес Дейвіс       | Лестер Кук Роб Стеклі                | без гри               |
| Перемога  | 3–5  | Сер 2006 | Манта, Еквадор                    | Челленджер | Тверде   | Жан-Жульєн Роєр   | Ніколас Монро Горія Текеу            | 6–3, 6–2              |
| Поразка   | 3–6  | Жов 2006 | Богота, Колумбія                  | Челленджер | Ґрунт    | Жан-Жульєн Роєр   | Марсело Мело Андре Са                | 4–6, 6–7(5–7)         |
| Поразка   | 3–7  | Лис 2006 | Нашвілл, США                      | Челленджер | Тверде   | Рік де Вуст       | Скотт Ліпскі Девід Мартін            | 7–6(9–7), 4–6, [6–10] |
| Поразка   | 3–8  | Чер 2007 | Юба-Сіті, США                     | Челленджер | Тверде   | Жан-Жульєн Роєр   | Харел Леві Сем Варбург               | 4–6, 4–6              |
| Поразка   | 3–9  | Лип 2007 | Куенка, Еквадор                   | Челленджер | Ґрунт    | Бріан Дабуль      | Бруно Соарес Марсіу Торріс           | 6–7(4–7), 6–3, [9–11] |
| Поразка   | 3–10 | Сер 2007 | Манта, Еквадор                    | Челленджер | Тверде   | Джон-Пол Фруттеро | Едуардо Шванк Орасіо Себальйос       | 4–6, 2–6              |
| Перемога  | 4–10 | Чер 2008 | Венесуела F3, Валенсія            | Ф'ючерс    | Тверде   | Йоні Ромеро       | Сандор Мартінес-Брейхо Роман Рекарте | 6–4, 7–5              |
| Перемога  | 5–10 | Лис 2008 | Пуебла, Мексика                   | Челленджер | Тверде   | Ніколас Монро     | Даніель Гарса Сантьяго Гонсалес      | 4–6, 6–3, [10–6]      |
| Поразка   | 5–11 | Лют 2010 | США F4, Палм-Кост                 | Ф'ючерс    | Ґрунт    | Даніель Гарса     | Бенджамін Роджерс Тейлор Фоґлмен     | без гри               |
| Перемога  | 6–11 | Жов 2010 | Кіто, Еквадор                     | Челленджер | Ґрунт    | Даніель Гарса     | Алехандро Гонсалес Карлос Саламанка  | 7–5, 6–4              |